# Pteronemobius subapterus
Pteronemobius subapterus är en insektsart som beskrevs av Lucien Chopard 1957. Pteronemobius subapterus ingår i släktet Pteronemobius och familjen syrsor. Inga underarter finns listade i Catalogue of Life.